# Valle New College
Valle New College è una valle antartica dell'Isola di Ross, situata nell'entroterra delle scogliere di Coughley Beach, in prossimità di Capo Bird.
L'attuale denominazione della valle è stata scelta nel 2001 dal Comitato neozelandese per i toponimi antartici, in omaggio al New College, uno dei più prestigiosi college dell'Università di Oxford, la più antica università del mondo anglosassone

## Territorio
La valle New College è situata a sud di Capo Bird, all'estremità nordoccidentale del Monte Bird (1.800 m), un vulcano inattivo che è probabilmente il più antico dell'isola di Ross. Ha una superficie di circa 0,34 km2.
La valle è prevalentemente priva di ghiaccio e comprende morene glaciali di basalto e scorie di origine vulcanica. È attraversata da numerosi corsi d'acqua effimeri, alimentati dallo scioglimento della neve.

## Flora
In prossimità dei corsi d'acqua si verifica una rigogliosa crescita di muschi e alghe. Il muschio  maggiormente rappresentato è Hennediella heimii (Pottiaceae), in misura minore sono presenti anche Bryum subrotundifolium e Ptychostomum pseudotriquetrum (Bryaceae). Occasionalmente possono essere osservati anche ammassi gelatinosi formati da cianobatteri azotofissatori del genere Nostoc.

## Fauna
Nell'area è presente una ricca comunità di invertebrati formata da collemboli, acari e nematodi cui si  associano rotiferi, tardigradi e protozoi, sia ciliati che flagellati.
L'area è un sito di riproduzione dello stercorario di McCormick  (Stercorarius maccormicki). La valle è situata inoltre in prossimità di due siti di riproduzione del pinguino imperatore (Pygoscelis adeliae), per cui occasionalmente esemplari di questa specie possono essere osservati mentre attraversano l'area.

## Conservazione
Per la ricchezza della sua vegetazione, considerata tra le più rigogliose della regione del mare di Ross, l'area è classificata dal Trattato Antartico come Area Specialmente Protetta dell'Antartide (codice ASPA 116).